# 晴雅集
《晴雅集》是一部2020年中國奇幻動作片，由郭敬明自編自導，赵又廷、邓伦、王子文、春夏和汪铎主演。該片改編自夢枕獏的日本小說系列《陰陽師》，劇情描述一位神秘的公主在祭天大典上現身，這引起了陰陽師晴明和武士博雅的注意，與此同時，一段封印百年的秘密即將揭曉。
該片最初名為《阴阳师》，於2019年8月19日起在橫店影視城拍攝，歷時八個月。《晴雅集》為「阴阳师」電影系列的首部作品，第二部電影《泷夜曲》與前集以背靠背的方式製作完成。该片於2020年12月25日在中國上映。2021年1月2日，该片传出被下令自1月4日起不得再排片。1月5日，该片全面下映。

## 劇情
年輕的陰陽師晴明承遺師之命前往天都城参加祭天大典，與此同時，被封印三百多年的祸蛇即將重返世間，使天地再現混沌。晴明便與結識不久的武士博雅、南疆法师泷夜及司天监内廷法师鹤守月共同聯手斬妖除魔，並在深入調查後發現這竟與宮殿內的神秘公主有關。

## 演員
| 姓名   | 角色     |
| 赵又廷 | 晴明     |
| 邓伦   | 博雅     |
| 邓伦   | 朱雀神   |
| 王子文 | 长平公主 |
| 王子文 | 天皇     |
| 春夏   | 泷夜     |
| 汪铎   | 鹤守月   |
| 汪铎   | 贺茂忠行 |
| 雎晓雯 | 百目妖   |
| 徐開騁 | 狂画师   |
| 孙晨竣 | 杀生石   |
| 欧米德 | 雪天狗   |
| 芦展翔 | 金灵子   |
| 王倾   | 髮妖     |

## 製作
《晴雅集》改編自夢枕獏的日本小說系列《陰陽師》，電影項目最初名為《阴阳师》，但之後由於分為上下兩集而改名；第二部電影《泷夜曲》與《晴雅集》同步立案並以背靠背的方式製作。出品公司和和影業在2018年的年度片单中確認了該項目，由郭敬明自編自導。
2019年8月，電影已在橫店影視城開始主要拍攝，據悉參演的演員陣容包括赵又廷、邓伦、王子文、春夏、傅菁和雎晓雯，拍攝作業預計進行至明年2月。郭敬明透露，在拍攝期間，邓伦和赵又廷每隔5分钟就会互相确认一次帽子有没有歪，如果歪了就算該場戲已完成，還是得重拍。郭敬明也對邓伦讚賞有加，認為對方對表演的自我要求高，其中後者在赤裸上身的情況下連拍了七天的一場動作戲，並在期間中曾被鋼絲弄傷。2020年1月底，由于COVID-19的影響，使拍攝作業暫時停擺。劇組於2020年4月底宣布殺青，《晴雅集》與《泷夜曲》的全部拍攝皆已完成，歷時八個月。7月，演員們開始為電影進行配音。9月，邓伦開始錄製为《晴雅集》演唱的片尾曲。
《晴雅集》的幕后制作班底包括艺术总监屠楠、录音指导陶经、服装设计指导黄薇、日本作曲家川井憲次，以及知名韓國视觉特效公司4th Creative Party。

## 电影歌曲
| 曲序 | 曲目                 |                | 作曲                         | 演唱       |
| ---- | -------------------- | -------------- | ---------------------------- | ---------- |
| 1.   | 《心殇人》（主题曲） | 郭敬明         | 川井宪次                     | 黄龄       |
| 2.   | 《晴雅集》（推广曲） | 郭敬明         | 情桑                         | 時代少年團 |
| 3.   | 《痴情冢》（片尾曲） | 沈永峰／郭敬明 | 改编自林海音乐作品《痴情冢》 | 鄧倫       |

## 發行
《晴雅集》定於2020年12月25日在中國上映。2020年10月10日，官方釋出首支預告片。2020年12月16日，郭敬明携主演群在北京举行首映礼。同時，Netflix取得該片的國際發行權，2021年2月5日在該平台上線。

## 反響
《晴雅集》收穫口碑不佳。中國上映首日票房達1.2億人民幣，成為當日票房冠軍，一度領先《拆彈專家2》，但很快被後者超越。《晴雅集》在影評及觀眾間負評居多，豆瓣評分在首映初時僅5.1分。

## 爭議

### 被迫下映
2020年12月21日，《晴雅集》上映前夕，编剧余飞、宋方金在微博发布了一封名为《抄袭剽窃者不应成为榜样！》的联名公开信，高群书、白一骢、江洋等111位影视从业者联合署名，指出在一些网络平台、电视台的综艺节目，屡屡出现有抄袭劣迹的编剧、导演（于正、郭敬明）以节目导师、嘉宾的面目出现，在节目内外进行话题炒作，以此追逐点击率、收视率。公开信呼吁，立即停止对这些“劣迹从业者”的宣传炒作，对相关节目做出修改调整。翌日，宋方金发布第二份名单，联署人增加至156人。12月31日，郭敬明和于正各自发表道歉声明，而于正更宣布退出《我就是演员3》。该次抵制事件被认为是《晴雅集》被迫下映的导火索。
2021年1月2日，部分院线收到口头或微信通知，从1月4日开始不得排映《晴雅集》和《沐浴之王》，其场次将相应安排给其他上座率较高的影片。1月4日当天，国家电影专资办数据显示，《晴雅集》仍有6.36%的排片占比，相比元旦假期出现了1%左右的降幅。当晚，《晴雅集》官方微博发图称：“晴雅之约，感恩相守。此生无悔，侍奉为荣”，最后两句“此生无悔，侍奉为荣”为片中式神为守护主人而牺牲时的告别台词，被认为侧面证实下架一事。1月5日，该片全面下架，上档仅11天，票房4.5亿人民币。编剧汪海林表示，《晴雅集》的制作成本约在3亿-4亿，票房需要10亿以上才能回本。

### 涉嫌抄袭
《晴雅集》上映后，因片中陰陽師的施展傳送門與美國電影《奇異博士》幾乎一致，被指抄襲。

### 合同纠纷
2022年5月，新经典影业就与禾和影业、第三人上海最世文化发展有限公司的合同纠纷事项，向北京市东城区人民法院提起诉讼。新经典影业要求判令被告支付《阴阳师》系列电影上部《晴雅集》之影片投资收益共计人民币24,231,780.42元（诉中调整为23,231,780.42元）。2023年6月25日，法院一审审理后认为，现《阴阳师》系列电影的上部《晴雅集》已落片，但下部《泷夜曲》未上映，收益分配应当待案涉电影作品全部落片后再按照约定的程序和方式进行结算，判决驳回原告请求。新经典影业提起上诉。2024年2月3日，北京市第二中级人民法院驳回上诉，维持原判。

## 續集
續集《泷夜曲》同《晴雅集》一起於2020年4月底拍攝完畢，目前上映日未定。

## 奖项
| 年份 | 奖项           | 分类             | 提名者     | 結果 | 备注   |
| ---- | -------------- | ---------------- | ---------- | ---- | ------ |
| 2021 | 第12届金扫帚奖 | 最令人失望影片   | 《晴雅集》 | 提名 | [ 28 ] |
| 2021 | 第12届金扫帚奖 | 最令人失望导演   | 郭敬明     | 獲獎 | [ 28 ] |
| 2021 | 第12届金扫帚奖 | 最令人失望编剧   | 郭敬明     | 提名 | [ 28 ] |
| 2021 | 第12届金扫帚奖 | 最令人失望男演员 | 邓伦       | 提名 | [ 28 ] |
| 2021 | 第12届金扫帚奖 | 最令人失望女演员 | 王子文     | 提名 | [ 28 ] |

## 相关电影
- 《侍神令》，华谊兄弟出品、李蔚然着手執導的2021年中國奇幻电影

## 外部連結
- 晴雅集的新浪微博
- 豆瓣电影上《晴雅集》的資料 （简体中文）
- 互联网电影数据库（IMDb）上《晴雅集》的资料（英文）
- 在Netflix上觀看《晴雅集》